# Gobierno y política de Nepal

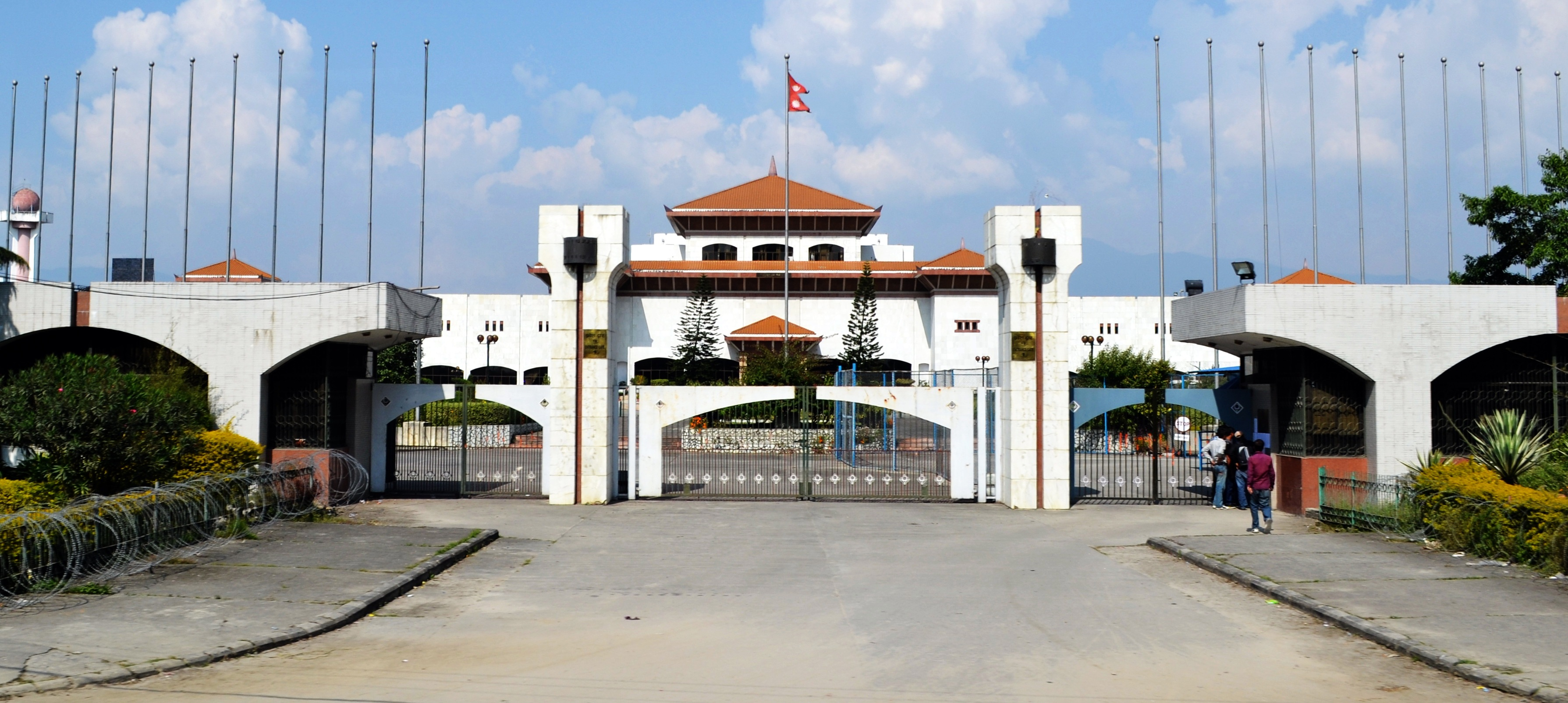
Edificio de la Asamblea Constituyente de Nepal.

La política de Nepal funciona dentro del marco de una república con un sistema multipartidista. Actualmente, el cargo de jefe de Estado es ocupado por presidente mientras que el cargo de jefe de gobierno lo ocupa el primer ministro. El poder ejecutivo es ejercido por el primer ministro y su gabinete, mientras que el poder legislativo reside en el Parlamento. Hasta el 28 de mayo de 2008, Nepal era una monarquía constitucional, hasta que la Asamblea Constituyente de Nepal modificó la constitución para convertir al país en una república.
The Economist Intelligence Unit ha calificado a Nepal como "régimen híbrido" en 2018.

## Poder ejecutivo
El poder ejecutivo reside en el primer ministro que es elegido indirectamente por el parlamento, también existe el cargo de presidente de Nepal y vicepresidente con funciones ceremoniales, cargo creado luego de la abolición de la monarquía nepalí.

## Poder legislativo
El poder legislativo reside en el parlamento bicameral compuesto por la Asamblea Nacional (cámara alta) elegida y designada por períodos de 6 años renovada en tercios cada 2 años y por la Cámara de Representantes (cámara baja) elegida completamente cada 5 años.

## Poder judicial
El poder judicial está compuesto por la Corte Suprema de Nepal, la corte más alta de Nepal teniendo ésta jurisdicción de apelación sobre las decisiones de los siete tribunales superiores (incluidos los once bancos de los tribunales superiores) y la jurisdicción original extraordinaria. El tribunal está formado por veinte jueces y un juez presidente. El juez presidente y los jueces que componen dicho tribunal son nombrados por el presidente con la confirmación del parlamento. El poder judicial de Nepal está legalmente separado del ejecutivo y el legislativo y ha avanzado cada vez más en este sentido. El poder judicial tiene el derecho de revisión judicial en virtud de la Constitución.

## Partidos políticos
Los principales partidos políticos son:
- Partido Comunista (Marxista-Leninista)

- Congreso Nepalí

- Partido Comunista (Maoísta)

- Partido Popular Nacional

- Foro Federal Socialista

## Elecciones recientes
- Elecciones parlamentarias de Nepal de 2017